# Age of Innocence (ER)
Age of Innocence is de achtste aflevering van het vijftiende seizoen van de televisieserie ER, die voor het eerst werd uitgezonden op 20 november 2008.

## Verhaal
Een vrouw raakt gewond tijdens een huisbrand en wordt naar de SEH gebracht. Het blijkt dat het huis in brand is gestoken omdat haar man verdacht wordt van seksueel aanranding van een kind. De echtgenoot krijgt interesse in een jonge patiënte op de SEH en dit zorgt ervoor dat de stoppen doorslaan bij dr. Brenner die hem hierop neerslaat. Dr. Morris is bezorgd om zijn gedrag en vraagt hem wat het probleem is, hij krijgt dan te horen dat dr. Brenner in het verleden ook seksueel misbruikt is en hierdoor zijn controle verloor. 
Dr. Rasgotra raakt gefrustreerd door het handelen van haar student wat het overlijden veroorzaakte op een patiënte, waardoor zij en haar afdeling nu worden aangeklaagd voor medische fouten. Dr. Dubenko leert haar dan een belangrijke les in les geven en mentorschap. 
Dr. Gates is vastbesloten om de vermiste dakloze oorlogsveteraan te vinden, dit tot grote frustratie van Taggart. 

## Rolverdeling

### Hoofdrollen
- Parminder Nagra - Dr. Neela Rasgrota
- John Stamos - Dr. Tony Gates
- Scott Grimes - Dr. Archie Morris
- David Lyons - Dr. Simon Brenner
- Leland Orser - Dr. Lucien Dubenko
- Gil McKinney - Dr. Paul Grady
- Emily Rose - Dr. Tracy Martin
- Shiri Appleby - Dr. Daria Wade
- Julian Morris - Dr. Andrew Wade
- Linda Cardellini - verpleegster Samantha Taggart
- Dominic Janes - Alex Taggart
- Yvette Freeman - verpleegster Haleh Adams
- Lily Mariye - verpleegster Lily Jarvik
- Angel Laketa Moore - verpleegster Dawn Archer
- Lyn Alicia Henderson - ambulancemedewerker Pamela Olbes
- Montae Russell - ambulancemedewerker Dwight Zadro
- Brendan Patrick Connor - ambulancemedewerker Reidy
- Chloe Greenfield - Sarah Riley
- Troy Evans - Frank Martin

### Gastrollen (selectie)
- Stephen Spinella - Henry Lotery
- JoAnn Willette - Beth Lotery
- Chris Bruno - Richie
- Liv Hutchings - Meredith Phoenix
- Lili Bordán - Mrs. Phoenix
- Karina Logue - radiopresentatrice
- Rakefet Abergel - Cindy Holmes
- John Ciccolini - Gary Jones
- Eric Scott Cooper - Malcolm